# Pontiac 6000
Pontiac 6000 – samochód osobowy klasy wyższej produkowany pod amerykańską marką Pontiac w latach 1981 – 1991.

## Historia i opis modelu

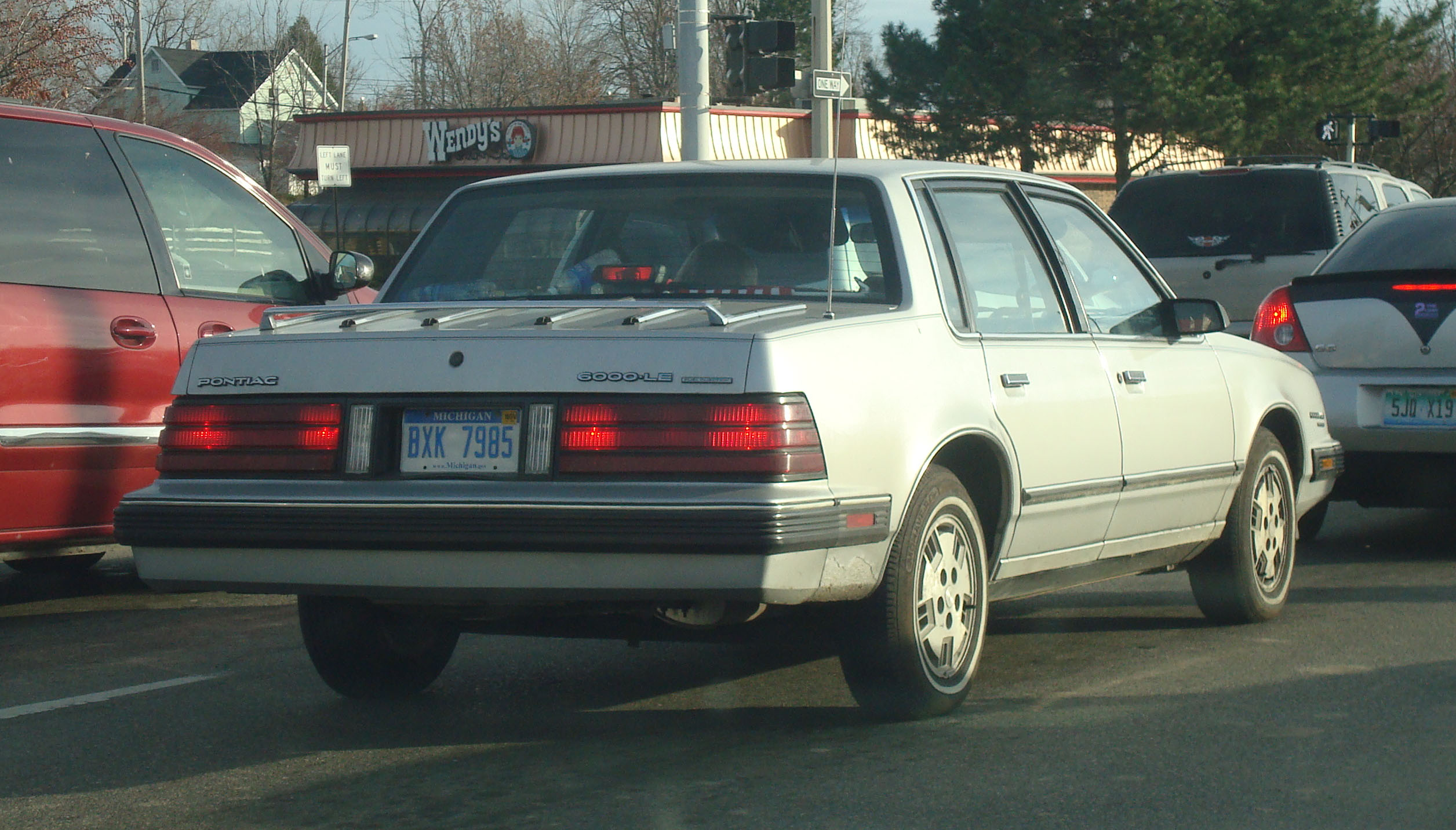
Pontiac 6000 – tył

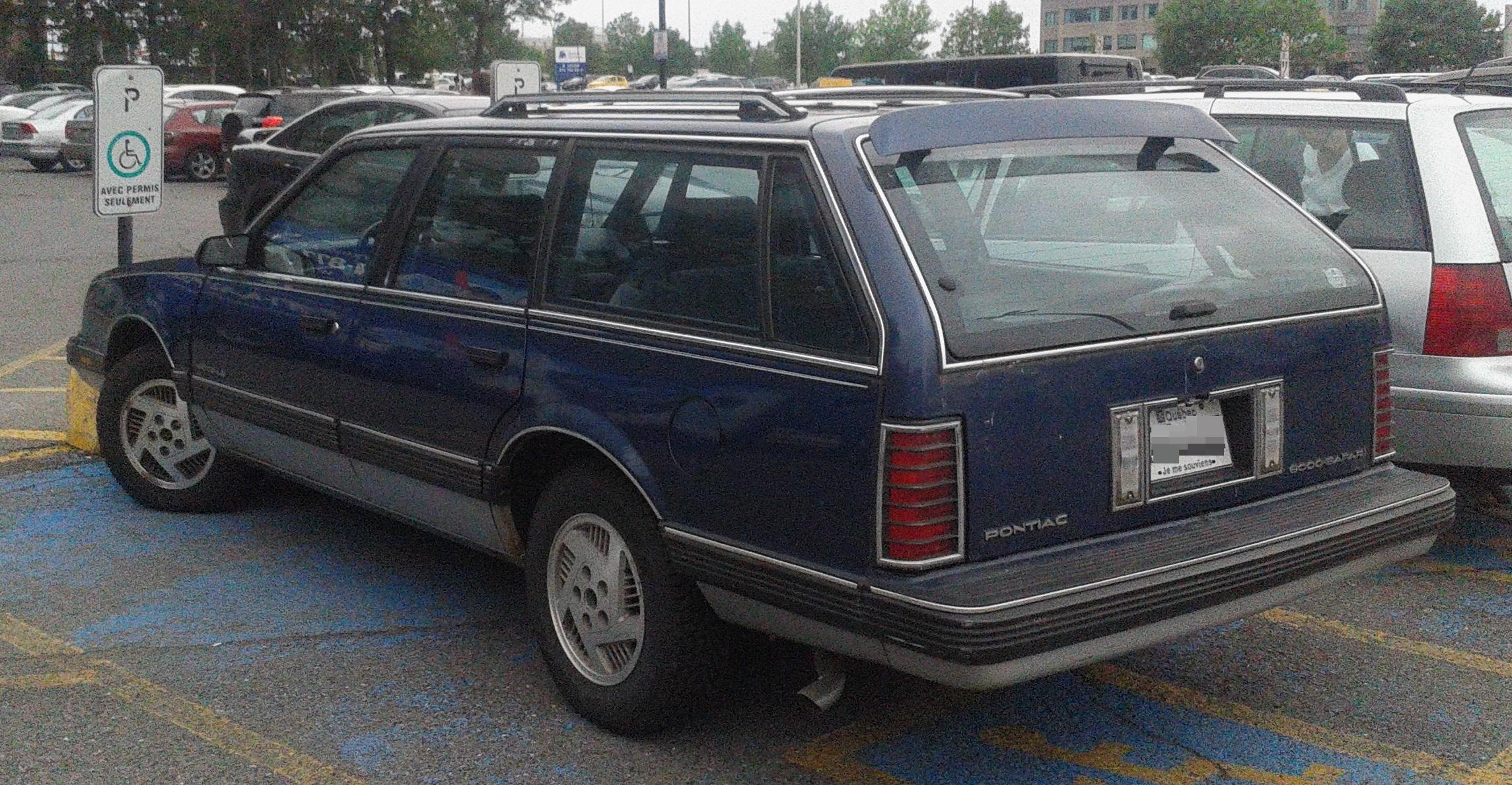
Pontiac 6000 Kombi

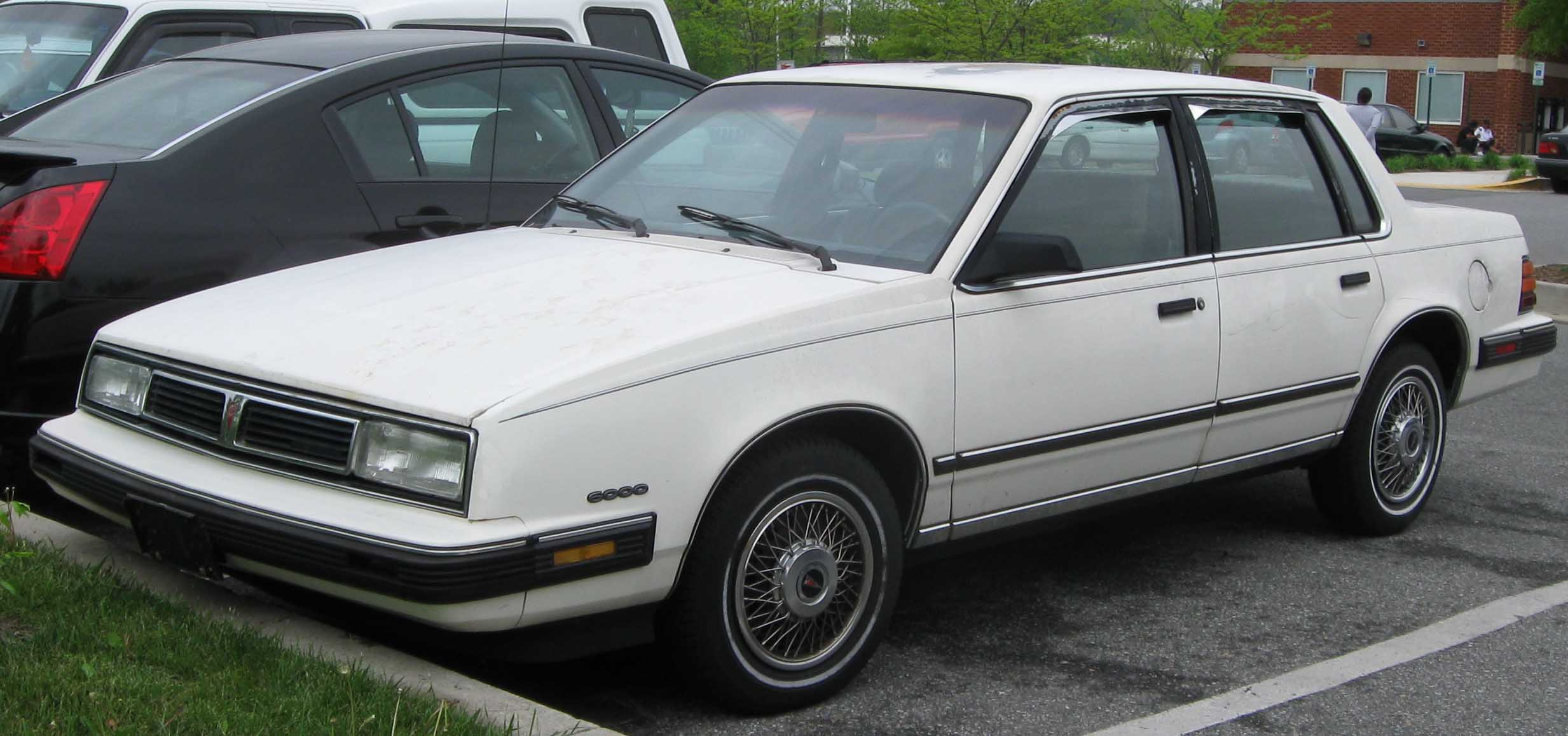
Pontiac 6000 po liftingu

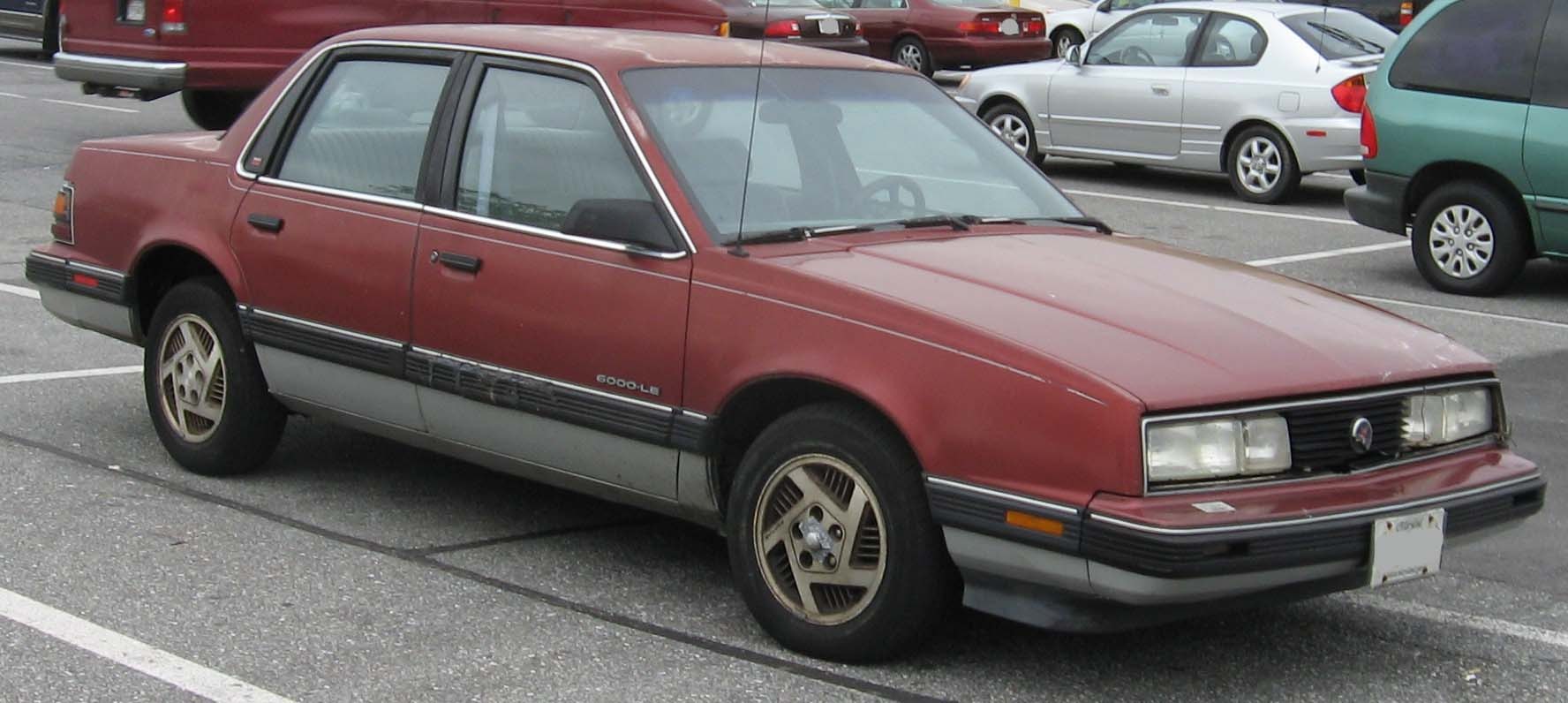
Pontiac 6000 po drugim liftingu

Na początku lat 80. XX wieku General Motors przedstawiło nową rodzinę wyższej klasy modeli opartych na platformie A-body. Oprócz Buicka, Chevroleta i Oldsmobile, bliźniacza konstrukcja pojawiła się także w ofercie Pontiaka jako model o nazwie 6000. W dotychczasowej ofercie zastąpił on linię modelową LeMans.
Charakterystycznymi cechami wyglądu modelu, podobnie do bliźniaczych konstrukcji, była opadająca linia podłużnej maski, a także krótki, kanciasto zarysowany bagażnik (w przypadku wersji sedan) oraz ścięty tył (w przypadku wariantu kombi). Od innych modeli koncernu General Motors Pontiac 6000 wyróżniał się przede wszystkim podłużnymi tylnymi lampami.

### Pierwszy lifting
W październiku 1984 roku Pontiac 6000 przeszedł pierwszą obszerną modernizację. Przyniosła ona nowy kształt reflektorów, które przyjęły formę prostokątnych, jednoczęściowych kloszy. Zmieniła się też atrapa chłodnicy, zderzaki oraz pas tylny.

### Drugi lifting
Druga, obszerna modernizacja, przypadła na 1989 rok. Ponownie zmienił się kształt reflektorów, które stały się dłuższe za pomocą małych, dodatkowych kloszy przy środkowych krawędziach. Zmienił się też wygląd atrapy chłodnicy, za to z tyłu tablica rejestracyjna została przeniesiona na zderzak.

### Koniec produkcji
W przeciwieństwie do pozostałych bliźniaczych modeli Buicka, Chevroleta i Oldsmobile, Pontiac 6000 był produkowany nie do 1996, a jedynie do 1991 roku. Wówczas zastąpiła go piąta generacja modelu Grand Prix.

### Silniki
- L4 2.5l LR8
- V6 2.8l LE2
- V6 3.1l LH0
- V6 4.3l LT7 Diesel

### Nagrody
Pontiac 6000 w wariancie wyposażeniowym STE znalazł się trzykrotnie na liście Ten Best magazynu Car and Driver w latach 1983–1985.